# ハイダイブ
HIDIVE（ハイダイブ）は、アニメと日本の映画を放送するアメリカのオンデマンド配信サービスである。センタイ・フィルムワークス子会社を通じてAMCネットワークスが所有している。
このストリーミングサービスでは、センタイがライセンスを取得したアニメ番組や映画をストリーミング配信している。これには、ADヴィジョンが以前にライセンスを取得していた少数の番組や映画のほか、現在は廃止されているアニメストライク・ストリーミング・チャンネルにみで独占配信されて視聴できたいくつかの番組も含まれている。

## 歴史
このストリーミングサービスは、アニメ、ネットワーク、オンラインのサービス終了に伴い、それに代わるものとして2017年6月に開始された。既存のサブスクリプションは後に新しいサービスに移行された。
2017年7月、一部の番組にスペイン語とポルトガル語の字幕を付けると発表した。ファニメーションの「サイマルダブ」プログラムに対抗するため、2018年3月下旬に「ダブキャスト」を提供した。
2018年10月、ハイダイブは1か月後の11月に終了したファニメーションに代わってVRVでチャンネルを立ち上げると発表した。その後、1か月前にソニーがAT&Tとワーナーメディアからクランチロールを買収したことを受け、2021年9月末にサービスを停止した。

### AMC買収
ハイダイブは、2022年1月のAMCネットワークスによるセンタイ・フィルムワークス買収の一環だった。4月には、専用の無料広告付きストリーミングテレビ (FAST) チャンネルであるANIME x HIDIVEが、AMCネットワークスのFASTチャンネルの1つとして作成された。これにより、センタイのライセンスを利用してハイダイブで配信されたアニメを視聴できるようになった。2023年3月にプレックスストリーミングサービスを開始した。
2023年11月、ハイダイブは北米以外の特定地域でのサービスを終了すると発表し、12月下旬に終了した。
2024年3月、ハイダイブはストリーミングサービスを新しいユーザーインターフェイスに刷新し、オフライン表示、履歴キューの更新、複数のカスタマイズされたウォッチリストの作成機能などの新機能が追加された。2024年8月に、アップデート前に利用可能であったスケジュールとカスタマイズされたプロファイル機能が復活した。